# Tartozás fedezetének elvonása
A tartozás fedezetének elvonása a gazdasági bűncselekmények egyike. A törvényi tényállást a hatályos Büntető Törvénykönyv (2012. évi C. törvény) úgy állapítja meg, hogy az most már magában foglalja a hitelsértés korábban önálló bűncselekményét is.

## A hatályos magyar szabályozás

### Fogalma
A hatályos Büntető Törvénykönyv (2012. évi C. törvény) 405. §-a szerint:
Aki írásbeli szerződés alapján fennálló követelés fedezetéül szolgáló vagyont részben vagy egészben elvonja, és ezzel a tartozás kiegyenlítését részben vagy egészben meghiúsítja, vétség miatt egy évig terjedő szabadságvesztéssel büntetendő. Aki az (1) bekezdésben meghatározott cselekményt a gazdasági tevékenységből származó tartozás fedezetéül szolgáló vagyonra követi el, bűntett miatt három évig terjedő szabadságvesztéssel büntetendő.
A büntetés egy évtől öt évig terjedő szabadságvesztés, ha (2) bekezdésben meghatározott bűncselekményt különösen nagy vagy azt meghaladó értékre követik el.
Tartozás fedezetének elvonása miatt az elkövető nem büntethető, ha a tartozást a vádirat benyújtásáig kiegyenlíti.

## Története
A tartozás fedezete elvonásának bűncselekményét az 1987. évi III. törvény iktatta az 1978. évi IV. törvénnyel elfogadott, korábban hatályos Büntető Törvénykönyvbe a vagyon elleni bűncselekmények körében, ahonnan azután az 1994. évi IX. törvénnyel került a gazdasági bűncselekmények közé.
A törvényi tényállás 1994. évi módosításának leglényegesebb eleme az volt, hogy kikerült a törvényszövegből a csalárd módon való elkövetés, aminek következtében egyértelművé vált az, hogy a bűncselekmény eshetőleges szándékkal is megvalósítható. Ez a módosítás, valamint a bűncselekmény büntetési tételének – 3 évről 5 évre történő – felemelése, továbbá a büntethetőséget megszüntető tartozáskiegyenlítés lehetőségének időbeli leszűkítése is a hitelezői érdekek fokozottabb büntetőjogi védelmére irányuló jogalkotói szándékot tükrözte.
A korábbi, hatályon kívül helyezett Btk. szerint:
- Aki a gazdasági tevékenységből származó tartozás fedezetéül szolgáló vagyont elvonja, és ezzel a tartozás kiegyenlítését részben vagy egészben meghiúsítja, bűntettet követ el, és 5 évig terjedő szabadságvesztéssel büntetendő.
- Az elkövető nem büntethető, ha a tartozást a vádirat benyújtásáig kiegyenlítik.[5]